# Yombe (langue)
Pour les articles homonymes, voir Yombe.
Le yombe (ou kiyombe) est une langue bantoue parlée par la population yombe en république du Congo, en république démocratique du Congo et en Angola.